# Ceraeochrysa everes
Ceraeochrysa everes är en insektsart som först beskrevs av Banks 1920.  Ceraeochrysa everes ingår i släktet Ceraeochrysa och familjen guldögonsländor. Inga underarter finns listade i Catalogue of Life.